# 伊瓦諾夫角
伊瓦諾夫角（英語：Ivanoff Head）是南極洲的海岬，位於威爾克斯地，處於哈奇群島以西6.4公里，根據美國海軍的空中照片繪入地圖，現時由南極條約體系管理。